# Joigny-sur-Meuse
Joigny-sur-Meuse est une commune française, située dans le département des Ardennes en région Grand Est.

## Géographie

### Description

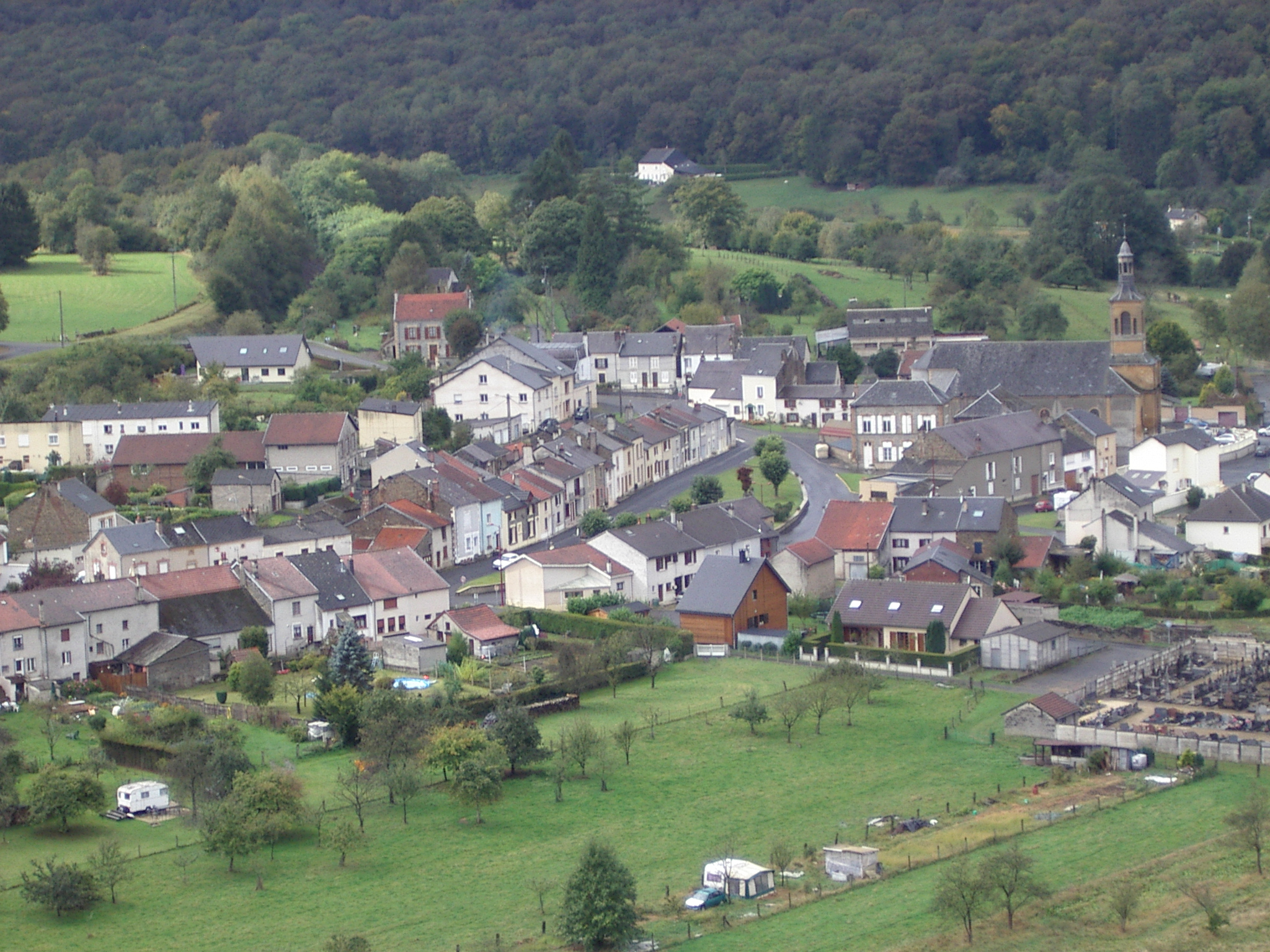
Le centre et l'église.

Le village se situe dans la vallée de la Meuse entre les villes de Nouzonville (à 2,5 km) et Bogny-sur-Meuse (à 4 km). Charleville-Mézières, la préfecture, est accessible par la route départementale no 1 et se situe à 12 kilomètres.
Joigny-sur-Meuse a adhéré à la charte du parc naturel régional des Ardennes, à sa création en décembre 2011.
Il est desservi par la gare de Joigny-sur-Meuse, une halte située sur la ligne de Soissons à Givet et où s'arrêtent les trains des trains des réseaux TER Grand Est qui circulent entre les gares de Charleville-Mézières et Givet, via Revin.
La  voie verte Trans-Ardennes passe sur l'une des berges de la Meuse.

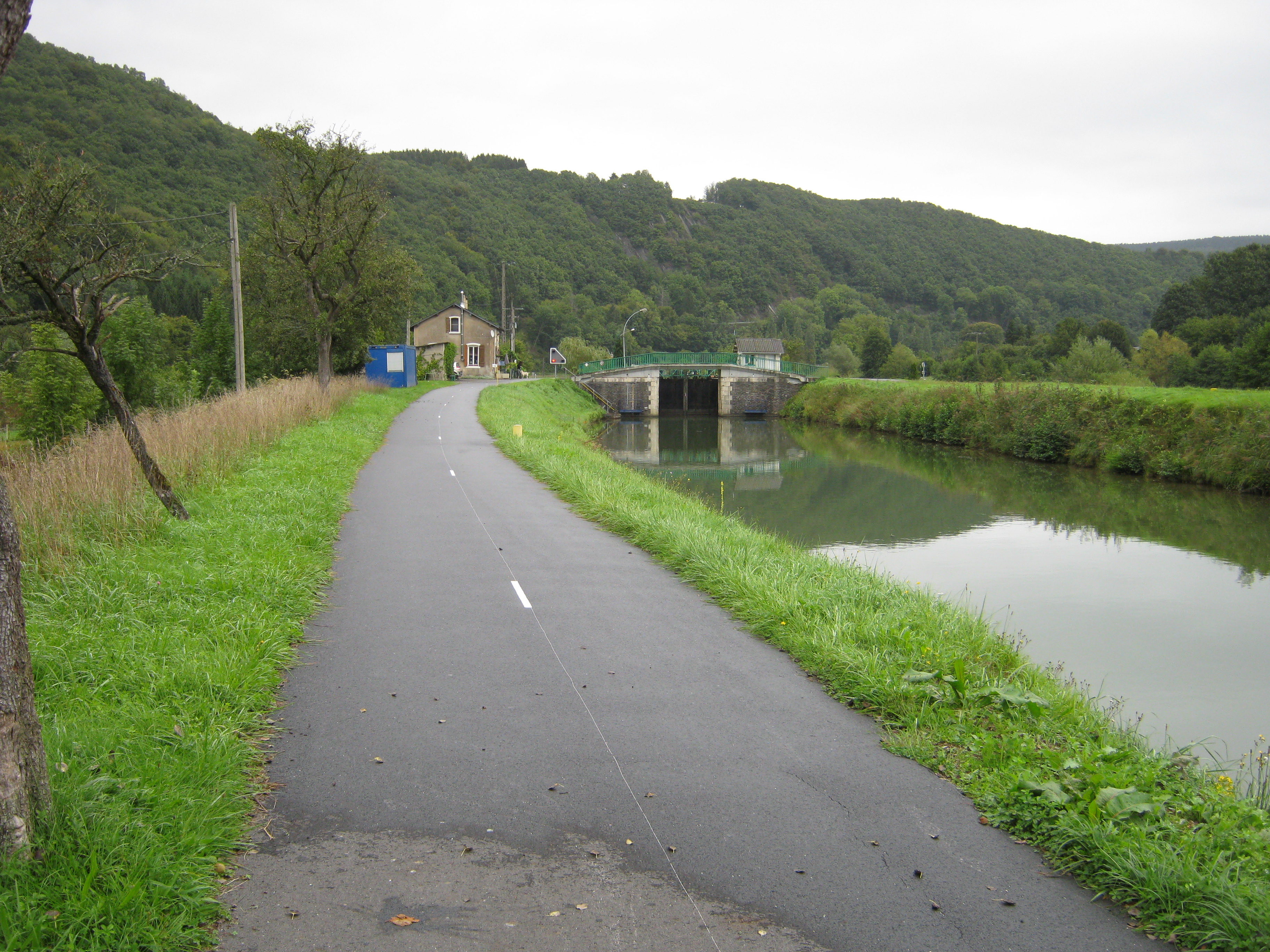
La voie verte, la Meuse et l'écluse.

### Communes limitrophes
Les communes limitrophes sont  Bogny-sur-Meuse et Nouzonville.

### Hydrographie
La commune est dans le bassin versant de la Meuse au sein du bassin Rhin-Meuse. Elle est drainée par la Meuse et le canal de l'Est Branche-Nord,.
La Meuse, d'une longueur de 486 km, est un fleuve européen qui prend sa source en France, dans la commune du Châtelet-sur-Meuse, à 409 mètres d'altitude, et se jette dans la mer du Nord après un cours long d'approximativement 950 kilomètres traversant la France, la Belgique et les Pays-Bas. Le bourg est situé dans un méandre en rive droite de la Meuse, qui s'écoule du sud vers le nord sur une longueur d'environ 2,3 km.
Le canal de l'Est Branche-Nord, d'une longueur de 141 km, est un chenal et un cours d'eau naturel navigable qui relie Givet à Troussey, où il rejoint le canal de la Marne au Rhin. Il se superpose, dans la commune, à la Meusesur une longueur d'environ 0,6 km.

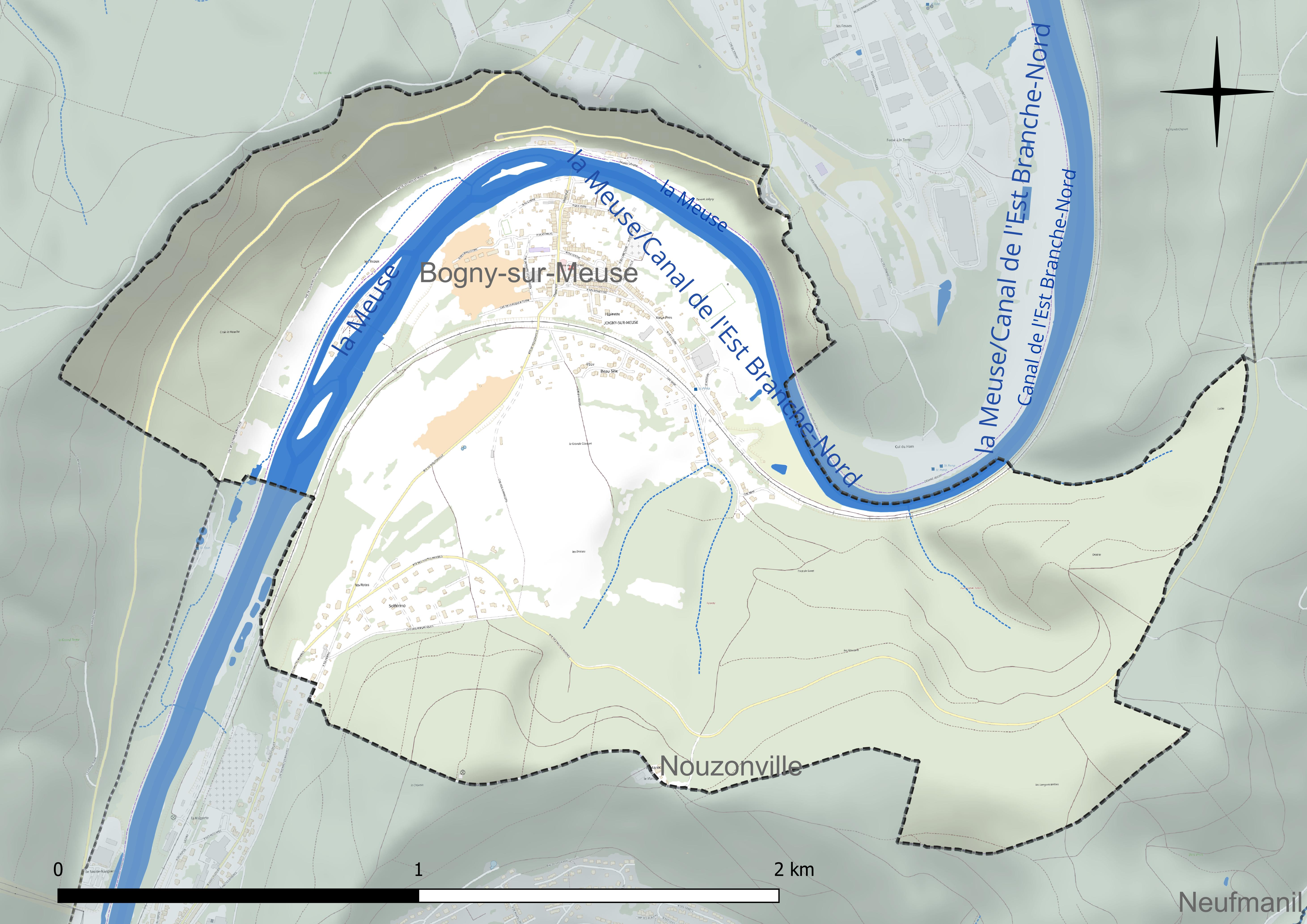
Réseau hydrographique de Joigny-sur-Meuse.

### Climat
Pour des articles plus généraux, voir Climat du Grand Est et Climat des Ardennes.
En 2010, le climat de la commune est de type climat de montagne, selon une étude du Centre national de la recherche scientifique s'appuyant sur une série de données couvrant la période 1971-2000. En 2020, Météo-France publie une typologie des climats de la France métropolitaine dans laquelle la commune est exposée à un climat océanique altéré et est dans la région climatique Lorraine, plateau de Langres, Morvan, caractérisée par un hiver rude (1,5 °C), des vents modérés et des brouillards fréquents en automne et hiver.
Pour la période 1971-2000, la température annuelle moyenne est de 9,9 °C, avec une amplitude thermique annuelle de 15,7 °C. Le cumul annuel moyen de précipitations est de 924 mm, avec 13,8 jours de précipitations en janvier et 9,6 jours en juillet. Pour la période 1991-2020, la température moyenne annuelle observée sur la station météorologique de Météo-France la plus proche, « Charleville-Méz. », sur la commune de Charleville-Mézières à 8 km à vol d'oiseau, est de 9,9 °C et le cumul annuel moyen de précipitations est de 928,4 mm. 
La température maximale relevée sur cette station est de 39,2 °C, atteinte le 25 juillet 2019 ; la température minimale est de −17,5 °C, atteinte le 1er janvier 1997,,.
Les paramètres climatiques de la commune ont été estimés pour le milieu du siècle (2041-2070) selon différents scénarios d'émission de gaz à effet de serre à partir des nouvelles projections climatiques de référence DRIAS-2020. Ils sont consultables sur un site dédié publié par Météo-France en novembre 2022.

## Urbanisme

### Typologie
Au 1er janvier 2024, Joigny-sur-Meuse est catégorisée petite ville, selon la nouvelle grille communale de densité à 7 niveaux définie par l'Insee en 2022.
Elle appartient à l'unité urbaine de Bogny-sur-Meuse, une agglomération intra-départementale dont elle est une commune de la banlieue,. Par ailleurs la commune fait partie de l'aire d'attraction de Charleville-Mézières, dont elle est une commune de la couronne,. Cette aire, qui regroupe 132 communes, est catégorisée dans les aires de 50 000 à moins de 200 000 habitants,.

### Occupation des sols
L'occupation des sols de la commune, telle qu'elle ressort de la base de données européenne d’occupation biophysique des sols Corine Land Cover (CLC), est marquée par l'importance des forêts et milieux semi-naturels (61,8 % en 2018), une proportion identique à celle de 1990 (61,8 %). La répartition détaillée en 2018 est la suivante : 
forêts (61,8 %), zones urbanisées (15,8 %), prairies (13,6 %), eaux continentales (8,7 %). L'évolution de l’occupation des sols de la commune et de ses infrastructures peut être observée sur les différentes représentations cartographiques du territoire : la carte de Cassini (XVIIIe siècle), la carte d'état-major (1820-1866) et les cartes ou photos aériennes de l'IGN pour la période actuelle (1950 à aujourd'hui).

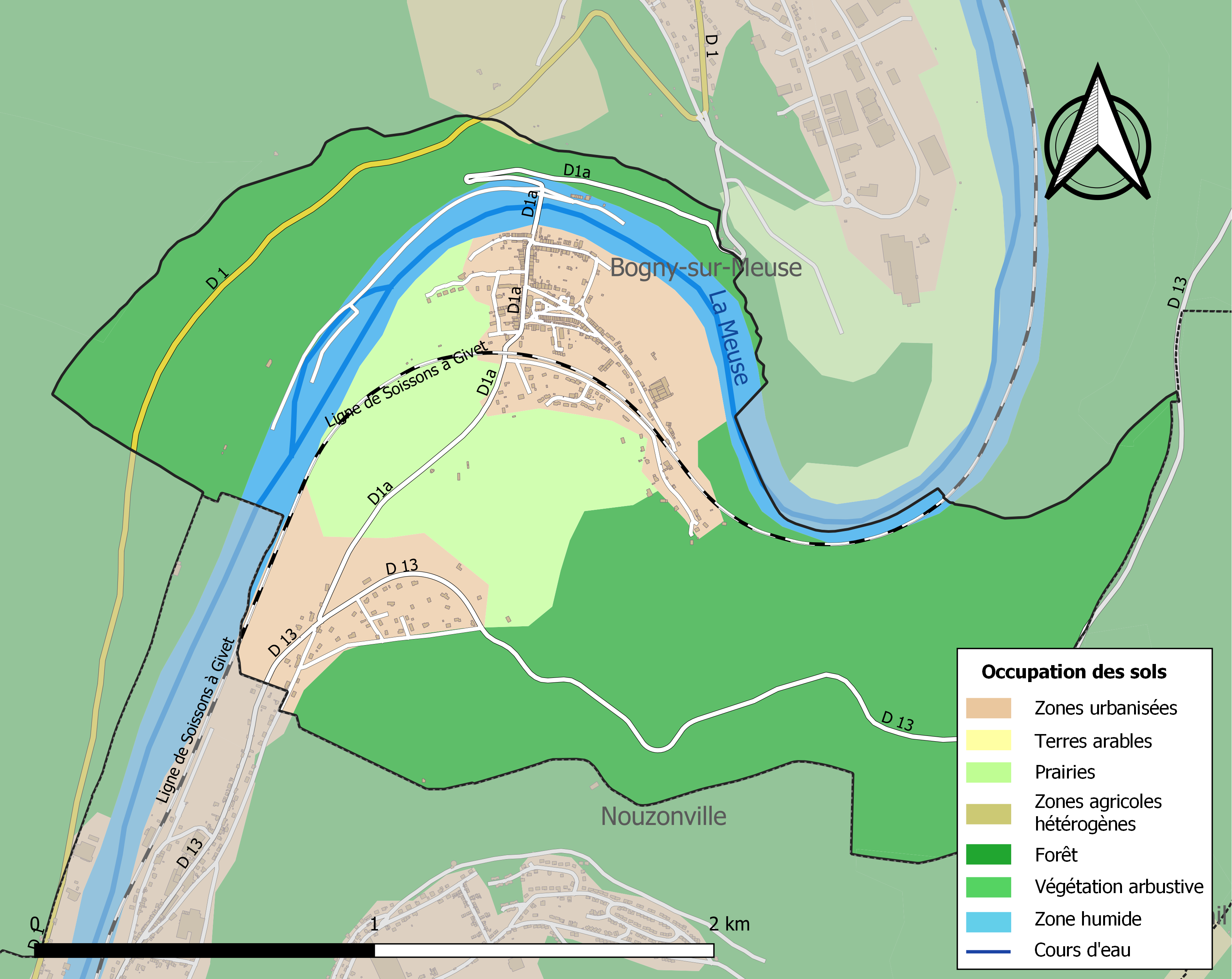
Carte des infrastructures et de l'occupation des sols de la commune en 2018 (CLC).

### Habitat et logement
En 2018, le nombre total de logements dans la commune était de 337, alors qu'il était de 327 en 2013 et de 304 en 2008.
Parmi ces logements, 86,3 % étaient des résidences principales, 5,7 % des résidences secondaires et 8 % des logements vacants. Ces logements étaient pour 95,2 % d'entre eux des maisons individuelles et pour 3,3 % des appartements.
Le tableau ci-dessous présente la typologie des logements à Joigny-sur-Meuse en 2018 en comparaison avec celle des Ardennes et de la France entière. Une caractéristique marquante du parc de logements est ainsi une proportion de résidences secondaires et logements occasionnels (5,7 %) supérieure à celle du département (3,5 %) mais inférieure à celle de la France entière (9,7 %). Concernant le statut d'occupation de ces logements, 84 % des habitants de la commune sont propriétaires de leur logement (82,4 % en 2013), contre 60,5 % pour les Ardennes et 57,5 % pour la France entière.
| Typologie                                               | Joigny-sur-Meuse | Ardennes | France entière |
| ------------------------------------------------------- | ---------------- | -------- | -------------- |
| Résidences principales (en %)                           | 86,3             | 85,1     | 82,1           |
| Résidences secondaires et logements occasionnels (en %) | 5,7              | 3,5      | 9,7            |
| Logements vacants (en %)                                | 8                | 11,4     | 8,2            |

## Toponymie
Le nom du village était "Jogny" ou plutôt "Logny", suivant une carte peu exacte de 1772 puis vers 1889, Joigny-devant-Nouzon et enfin Joigny-sur-Meuse[réf. nécessaire].
La Meuse est un fleuve européen qui prend sa source en France et se jette dans la mer du Nord après un cours long d'approximativement 950 kilomètres traversant la France, la Belgique et les Pays-Bas, Le bourg est situé dans un méandre en rive droite de la Meuse, qui s'écoule du sud vers le nord sur une longueur d'environ 2,3 km.

## Histoire
L'existence de Joigny remonterait au XIIe ou au XIIIe siècle, ce qui est récent par rapport aux autres cités avoisinantes[réf. nécessaire].

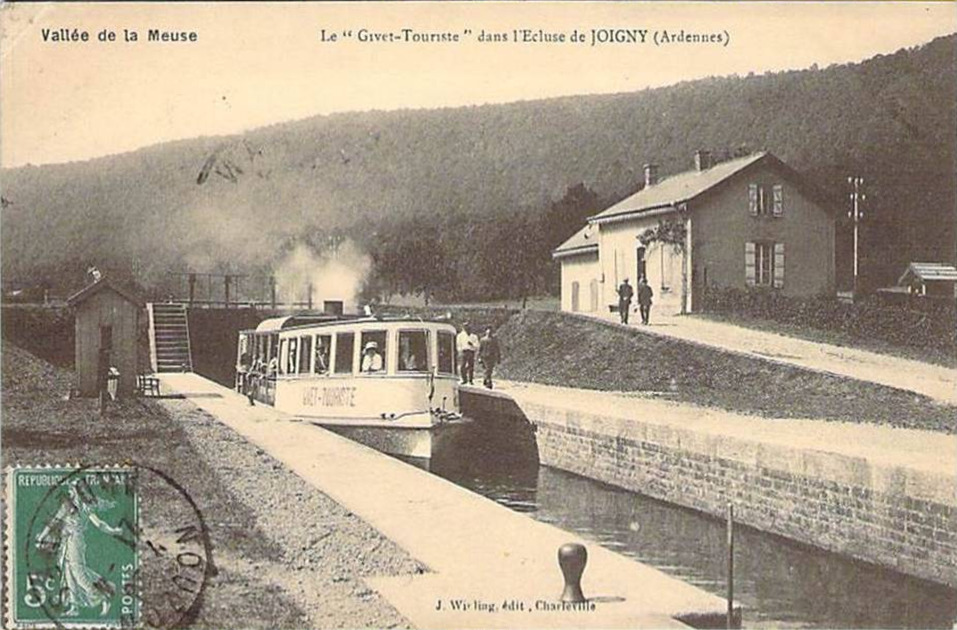
Le "Givet-Tourisme" dans l'écluse de Joigny.
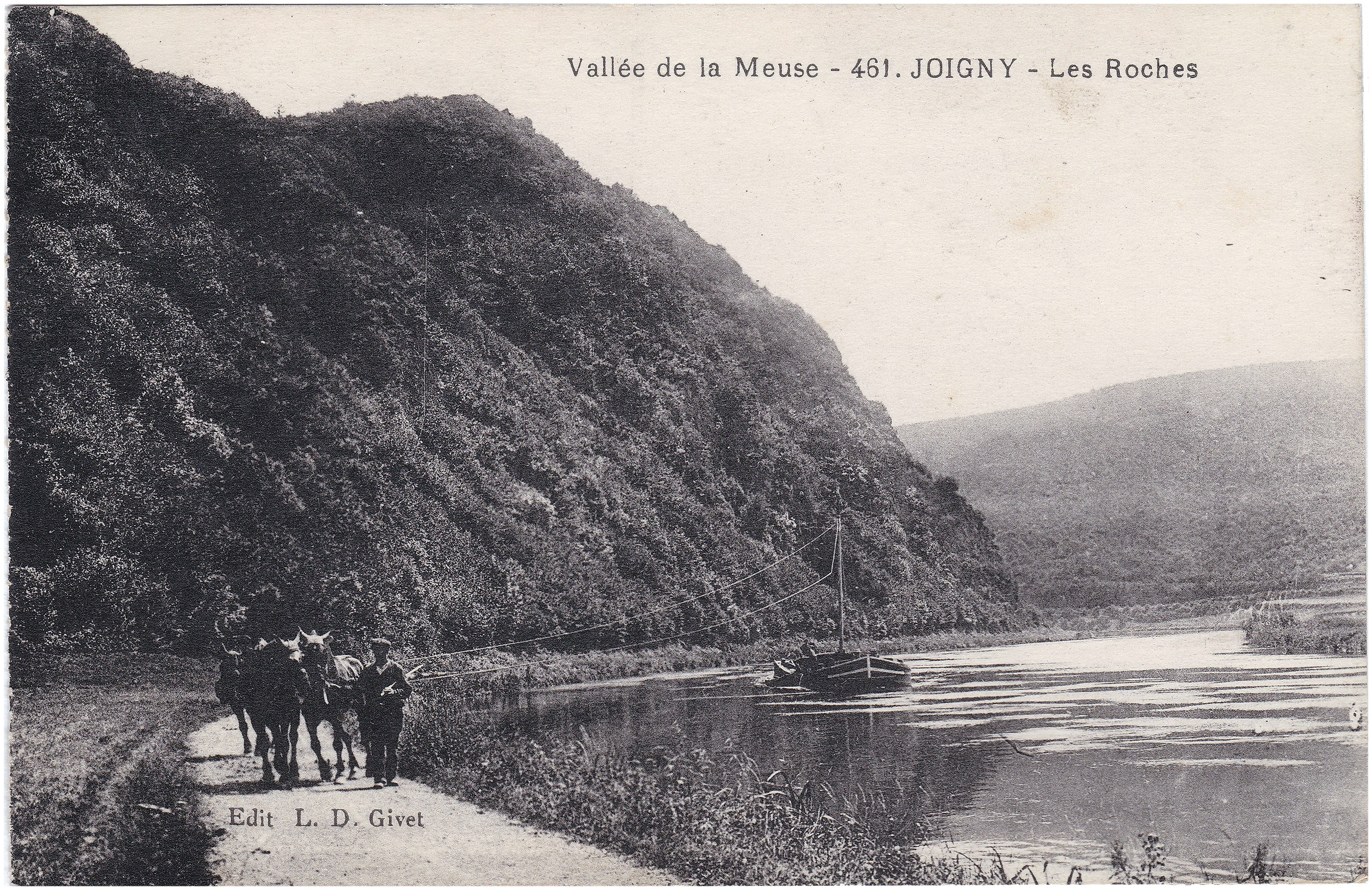
Les Roches.
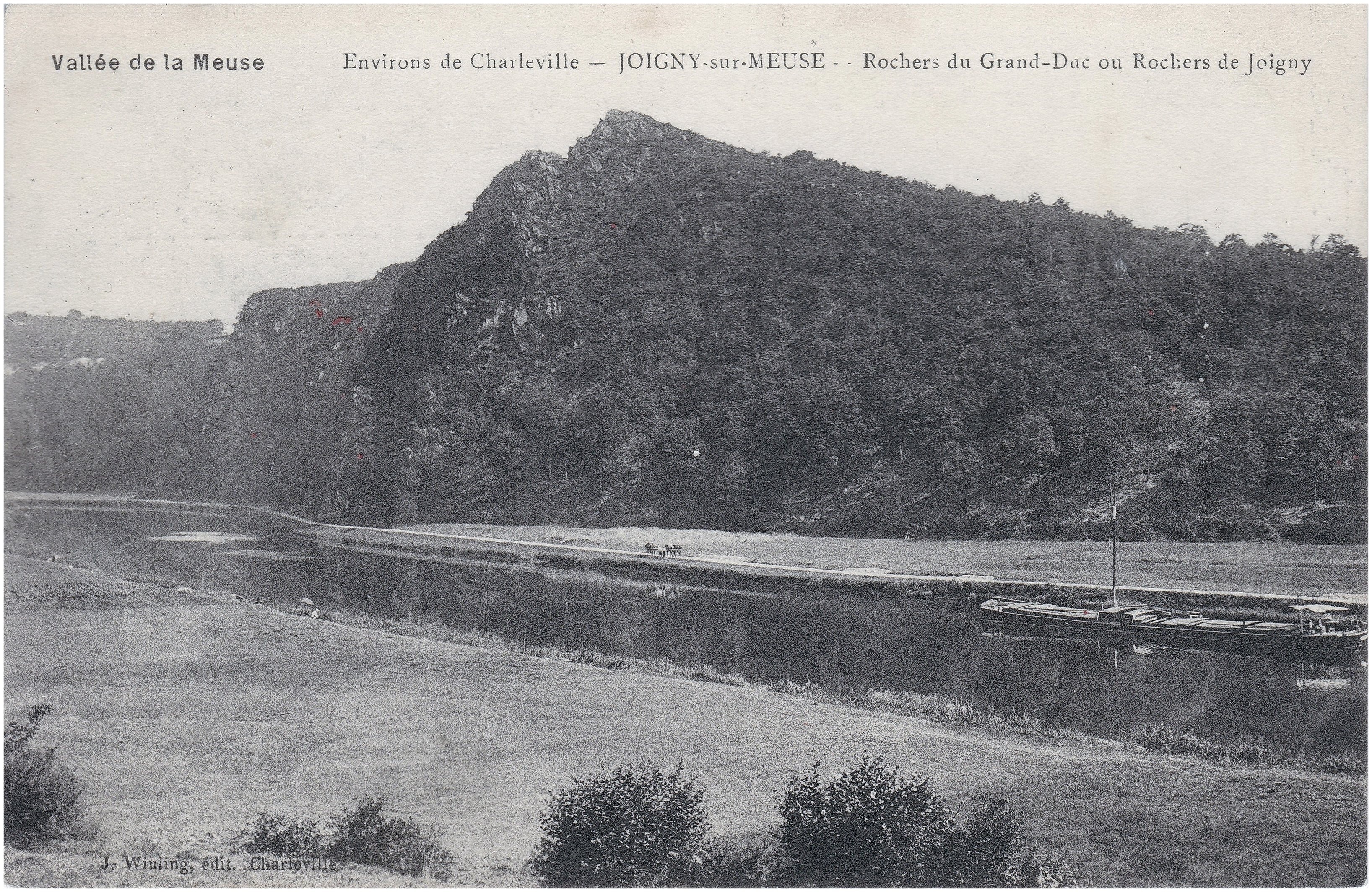
Rochers du Grand-Duc ou Rochers de Joigny.

## Politique et administration

### Rattachements administratifs et électoraux

#### Rattachements administratifs
La commune se trouve dans l'arrondissement de Charleville-Mézières du département des Ardennes
Elle faisait partie de 1801 à 1973 du canton de Charleville, année où elle intègre le canton de Nouzonville. Dans le cadre du redécoupage cantonal de 2014 en France, cette circonscription administrative territoriale a disparu, et le canton n'est plus qu'une circonscription électorale.

#### Rattachements électoraux
Pour les élections départementales, la commune fait partie depuis 2014 du canton de Bogny-sur-Meuse
Pour l'élection des députés, elle fait partie de la deuxième circonscription des Ardennes.

### Intercommunalité
Joigny-sur-Meuse était membre depuis 2007 de la communauté de communes Meuse et Semoy, un établissement public de coopération intercommunale (EPCI) à fiscalité propre créé fin 1999 t auquel la commune avait transféré un certain nombre de ses compétences, dans les conditions déterminées par le code général des collectivités territoriales.
Dans le cadre des dispositions de la loi portant nouvelle organisation territoriale de la République du 7 août 2015, qui prévoit que les établissements publics de coopération intercommunale (EPCI) à fiscalité propre doivent avoir un minimum de 15 000 habitants, cette intercommunalité a fusionné avec sa voisine pour former, le 1er janvier 2017, la communauté de communes Vallées et Plateau d'Ardenne, dont est désormais membre la commune.
Récapitulatif des résultats électoraux récents
| Scrutin             | 1er tour | 1er tour | 1er tour | 1er tour | 1er tour | 1er tour | 1er tour | 1er tour | 2d tour     | 2d tour     | 2d tour     | 2d tour     | 2d tour     | 2d tour     |
| Scrutin             | 1er      | %        | 2e       | %        | 3e       | %        | 4e       | %        | 1er         | %           | 2e          | %           | 3e          | %           |
| Européennes 2014    | FN       | 41,30    | UMP      | 13,36    | PS       | 12,96    | FG       | 10,93    | Tour unique | Tour unique | Tour unique | Tour unique | Tour unique | Tour unique |
| Régionales 2015     | FN       | 38,37    | LR       | 22,09    | PS       | 17,05    | FG       | 9,30     | FN          | 44,17       | LR          | 32,21       | PS          | 23,62       |
| Présidentielle 2017 | FN       | 28,37    | LFI      | 22,22    | EM       | 21,51    | LR       | 13,24    | EM          | 51,79       | FN          | 48,21       | Pas de 3e   | Pas de 3e   |
| Législatives 2017   | LR       | 38,28    | LREM     | 16,17    | PS       | 15,51    | FN       | 13,86    | LR          | 73,13       | LREM        | 26,87       | Pas de 3e   | Pas de 3e   |
| Européennes 2019    | RN       | 45,88    | LR       | 8,96     | PS       | 8,24     | LREM     | 7,53     | Tour unique | Tour unique | Tour unique | Tour unique | Tour unique | Tour unique |
| Régionales 2021     | LR       | 36,16    | RN       | 26,55    | LFI      | 11,86    | EELV     | 11,30    | LR          | 39,16       | RN          | 33,13       | EELV        | 20,48       |
| Présidentielle 2022 | RN       | 32,19    | LREM     | 19,26    | LFI      | 19,00    | REC      | 9,50     | RN          | 59,83       | LREM        | 40,17       | Pas de 3e   | Pas de 3e   |
| Législatives 2022   | LR       | 49,06    | NUPES    | 20,00    | RN       | 15,47    | LREM     | 9,06     | LR          | 76,42       | RN          | 23,58       | Pas de 3e   | Pas de 3e   |
| Européennes 2024    | RN       | 45,88    | LR       | 8,96     | PS       | 8,24     | RE       | 7,53     | Tour unique | Tour unique | Tour unique | Tour unique | Tour unique | Tour unique |
| Législatives 2024   | RN       | 41,10    | DVD      | 35,07    | NFP      | 14,25    | RE       | 8,49     | DVD         | 54,62       | RN          | 45,38       | Pas de 3e   | Pas de 3e   |
| ------------------- | -------- | -------- | -------- | -------- | -------- | -------- | -------- | -------- | ----------- | ----------- | ----------- | ----------- | ----------- | ----------- |

### Liste des maires
| Période        | Période                        | Identité            | Étiquette | Qualité |
| -------------- | ------------------------------ | ------------------- | --------- | --- |
| 1935           | 1940                           | Jules Fuzellier     | PCF       | Ouvrier métallurgiste ; syndicaliste, résistant Conseiller d’arrondissement de Charleville (1937 → 1940) Destitué de ses mandats de maire et de conseiller d’arrondissement par le Gouvernement en janvier 1940 |
|                |                                |                     |           | |
| mars 1983      | mars 1995                      | Raymond Gagnol      |           | |
| mars 1995      | mars 2001                      | Lucien Gaignierre   |           | |
| mars 2001      | mars 2008                      | Michel Marcoux      |           | |
| mars 2008      | mars 2014                      | Daniel Renaux       |           | |
| mars 2014      | juillet 2020                   | Daniel Blaise       |           | Retraité Fonction publique |
| juillet 2020,  | juin 2022                      | Jean-Pierre Colinet |           | Démissionnaire |
| septembre 2022 | En cours (au 16 décembre 2022) | Richard Depoix      |           | Cadre administratif ou commercial |

### Jumelage
- Joigny (France) depuis 2004[26]

## Équipements et services publics

### Enseignement
La commune relève de l'académie de Reims (zone B).
Le village possède un groupe scolaire regroupant une école maternelle et une école élémentaire. Le collège public du secteur est à Nouzonville (collège Jean-Rogissart). Les lycées les plus proches sont à Charleville-Mézières.

## Population et société

### Démographie
L'évolution du nombre d'habitants est connue à travers les recensements de la population effectués dans la commune depuis 1793. Pour les communes de moins de 10 000 habitants, une enquête de recensement portant sur toute la population est réalisée tous les cinq ans, les populations de référence des années intermédiaires étant quant à elles estimées par interpolation ou extrapolation. Pour la commune, le premier recensement exhaustif entrant dans le cadre du nouveau dispositif a été réalisé en 2005.

En 2022, la commune comptait 631 habitants, en évolution de −7,48 % par rapport à 2016 (Ardennes : −2,97 %, France hors Mayotte : +2,11 %).
| 1793 | 1800 | 1806 | 1821 | 1831 | 1836 | 1841 | 1846 | 1851 |
| ---- | ---- | ---- | ---- | ---- | ---- | ---- | ---- | ---- |
| 309  | 304  | 336  | 397  | 488  | 518  | 612  | 649  | 652  |

| 1866 | 1872 | 1876 | 1881 | 1886 | 1891 | 1896 | 1901 | 1906 |
| ---- | ---- | ---- | ---- | ---- | ---- | ---- | ---- | ---- |
| 700  | 686  | 768  | 708  | 735  | 668  | 644  | 689  | 650  |

| 1911 | 1921 | 1926 | 1931 | 1936 | 1946 | 1954 | 1962 | 1968 |
| ---- | ---- | ---- | ---- | ---- | ---- | ---- | ---- | ---- |
| 691  | 614  | 645  | 645  | 598  | 558  | 610  | 569  | 604  |

| 1975 | 1982 | 1990 | 1999 | 2005 | 2006 | 2010 | 2015 | 2020 |
| ---- | ---- | ---- | ---- | ---- | ---- | ---- | ---- | ---- |
| 573  | 687  | 662  | 634  | 698  | 691  | 700  | 685  | 643  |

| 2022 | - | - | - | - | - | - | - | - |
| ---- | - | - | - | - | - | - | - | - |
| 631  | - | - | - | - | - | - | - | - |

Le taux de chômage en 2005 était de 9,5 % et le taux d'activité de 72,1 %.

## Culture locale et patrimoine

### Lieux et monuments
- Église paroissiale dédiée à sainte Anne, construite par l'architecte Labarre.
- La vallée de la Meuse et les Roches.

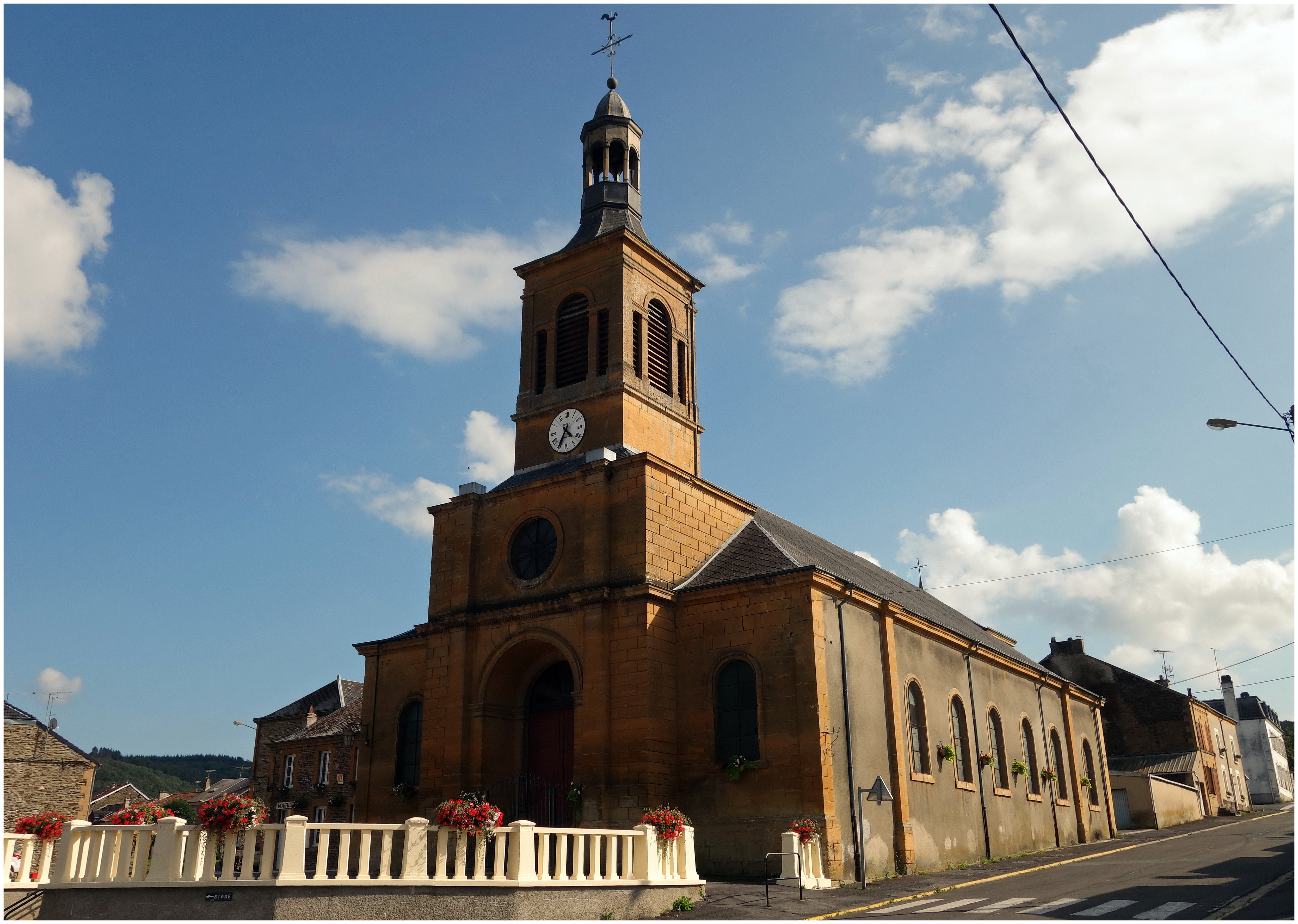
L'église Sainte-Anne...
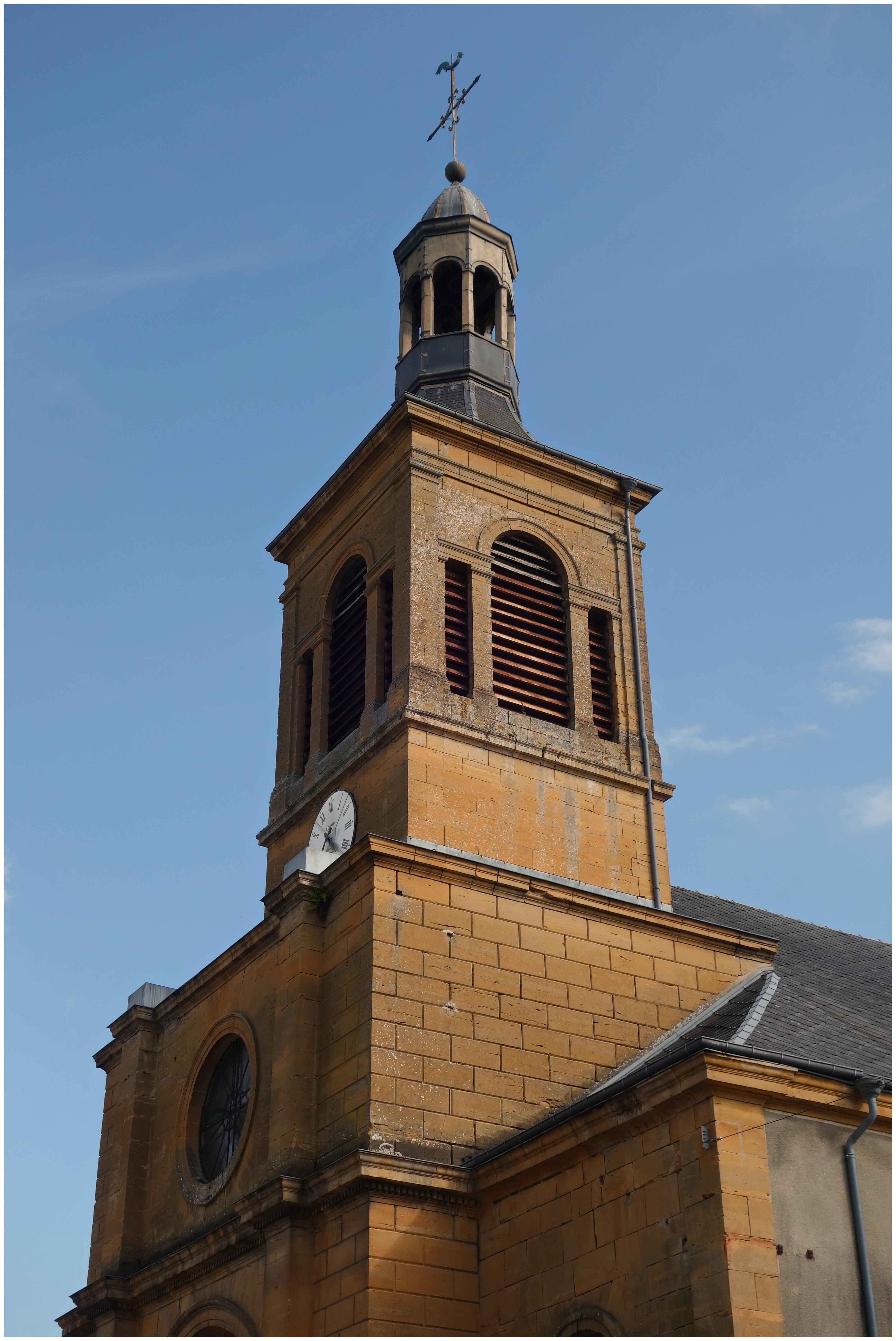
... son clocher...
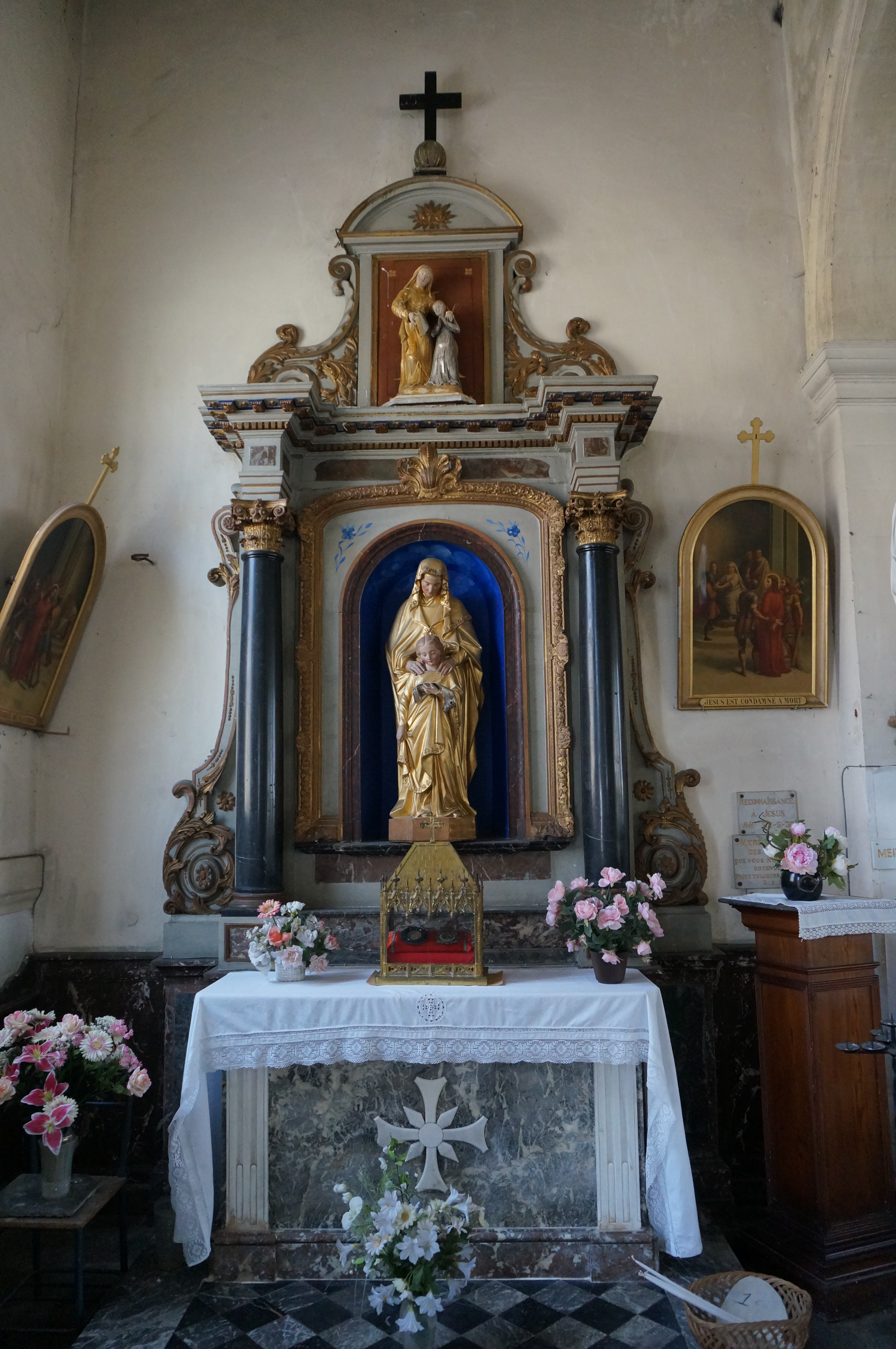
... et son autel.
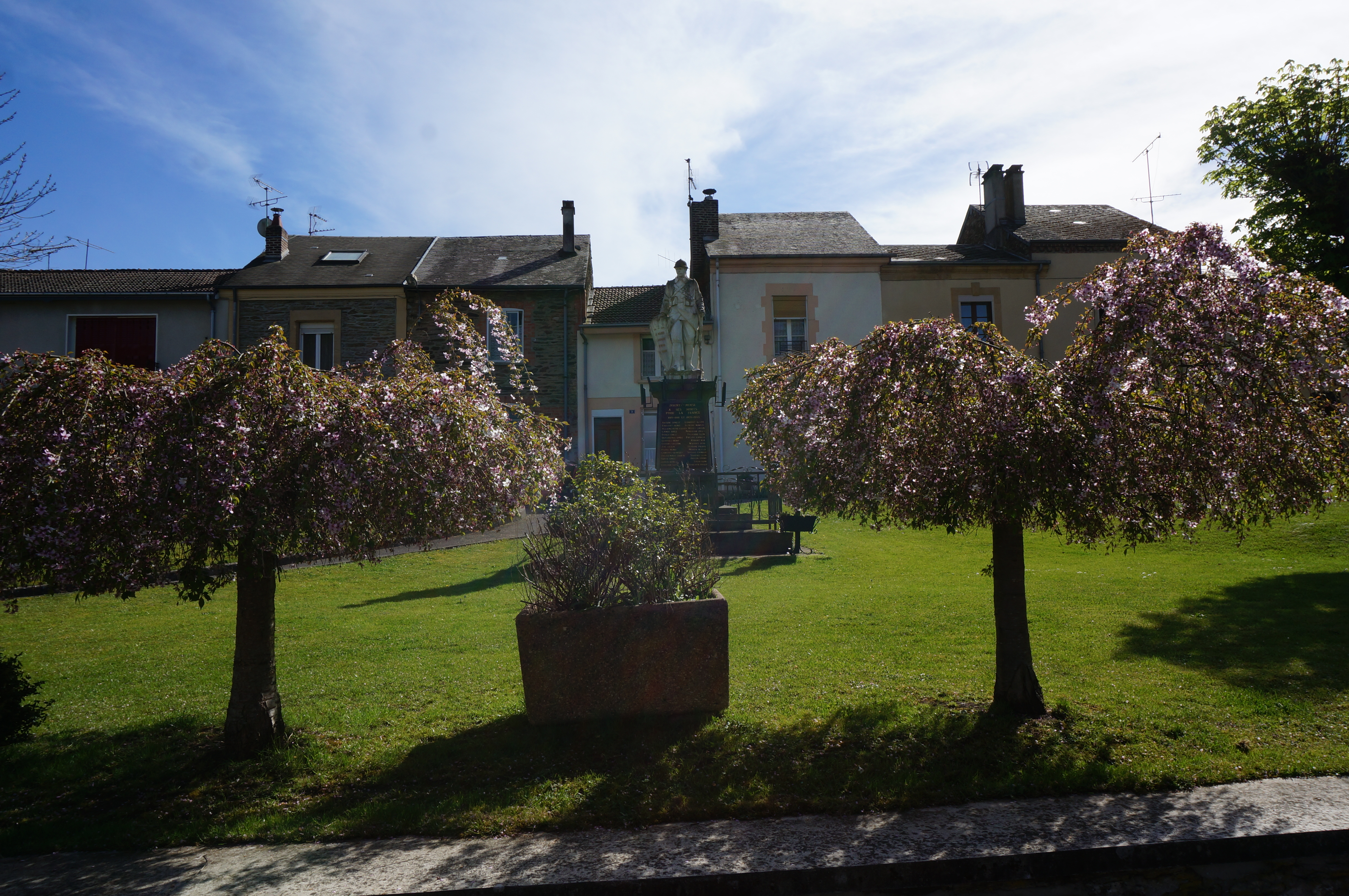
Le monument aux morts.
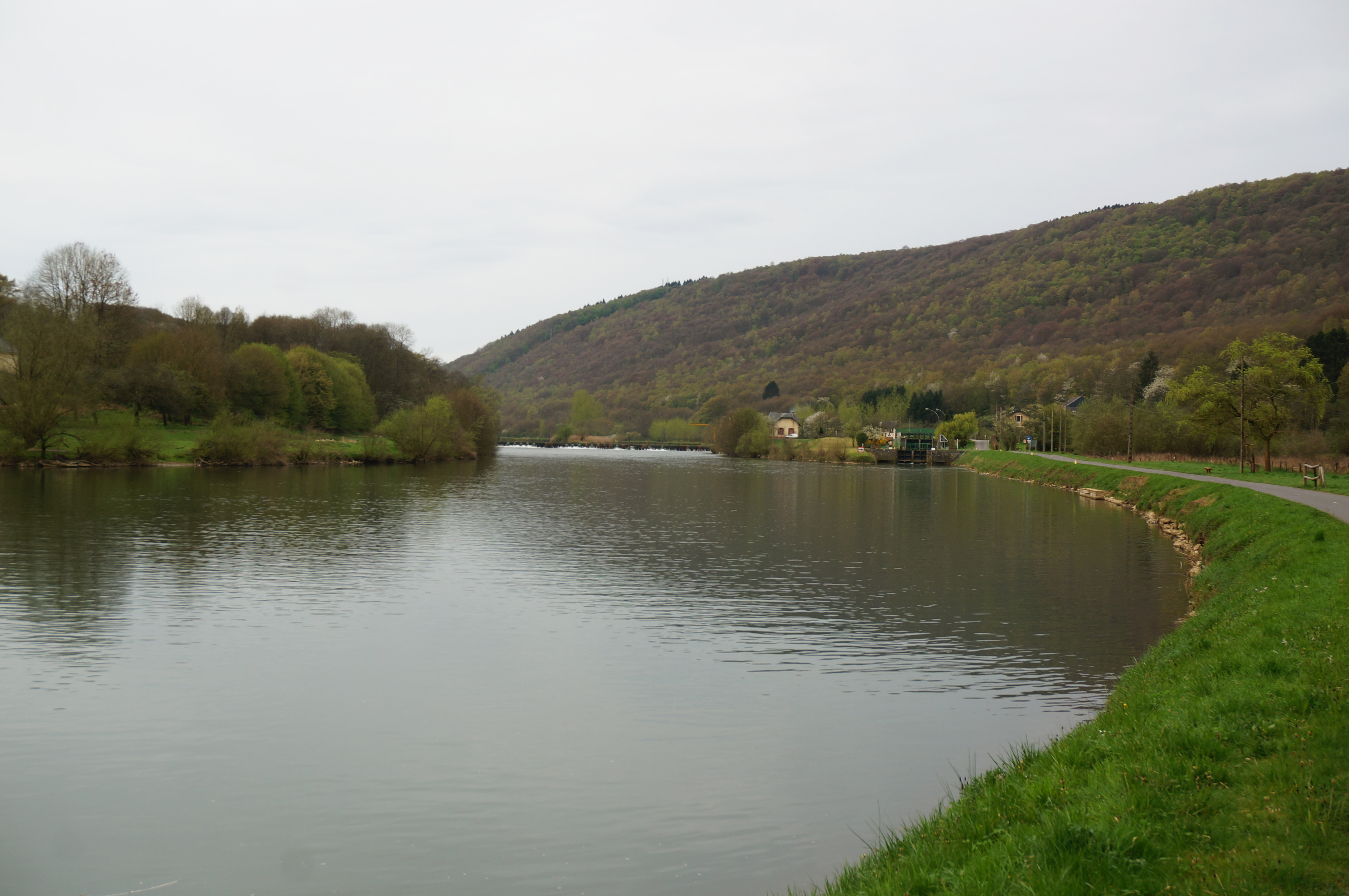
La Meuse, la voie verte et le barrage.

### Héraldique
| Blason de Joigny-sur-Meuse | Blason  | De gueules au hibou d'or posé sur une passerelle voûtée d'argent, à la plaine ondée du même, à la bordure d'or chargée de huit clous de gueules. |
| Blason de Joigny-sur-Meuse | Détails | |

## Pour approfondir